# Liên họ Nhái
Siêu họ Nhái (danh pháp khoa học: Hyloidea) là một siêu (liên) họ ếch nhái trong bộ Không đuôi (Anura).

## Các họ
Các họ và chi (không xếp trong họ nào) dưới đây sắp xếp theo trật tự trong cây phát sinh chủng loài.
- Sooglossidae
- Notogaeanura
  - Australobatrachia
    - Batrachophrynidae
    - Myobatrachoidea
      - Limnodynastidae
      - Myobatrachidae

  - Nobleobatrachia
    - Hemiphractidae sensu stricto
    - Meridianaura
      - Brachycephalidae
      - Cladophrynia
        - Cryptobatrachidae (một phần của Hemiphractidae sensu lato)
        - Tinctanura
          - Amphignathodontidae (một phần của Hemiphractidae sensu lato)
          - Athesphatanura
            - Hylidae
            - Leptodactyliformes
              - Diphyabatrachia
                - Centrolenidae
                - Leptodactylidae

              - Chthonobatrachia
                - Ceratophryidae
                - Hesticobatrachia
                  - Rupirana ?
                  - Cycloramphidae
                  - Agastorophrynia
                    - Bufonidae
                    - Dendrobatoidea
                      - Dendrobatidae
                      - Thoropidae = Thoropa